# Dorian Shainin
Dorian Shainin (26 de septiembre de 1914 - 7 de enero de 2000) fue un pionero de los paradigmas de la calidad, consultor, ingeniero, autor y profesor universitario. 
Se le acreditan muchas contribuciones en los campos de la solución de problemas industriales, confiabilidad de productos y de ingeniería de calidad, y es conocido por la creación y desarrollo del concepto de la “Red X” (X Roja).
Shainin (se pronuncia Cheinin) fundador de la compañía de solución de problemas técnicos Shainin LLC. fue responsable por el desarrollo de alrededor de 20 técnicas de ingeniería estadística que se han convertido en el núcleo del “Sistema Shainin” para mejorar la calidad y la confiabilidad. A lo largo de su vida, Dorian Shainin trabajó para mejorar la calidad y confiabilidad de diferentes productos, incluyendo papel, impresiones, textiles, hules y gomas, energía nuclear, aeroplanos, automóviles, consolas de casetes, naves espaciales, lámparas y pañales desechables, con clientes representando alrededor de 200 industrias diferentes, desde el Departamento de Defensa de Estados Unidos, Rolls Royce Ltd. Y Exxon a Polaroid, Hewlett-Packard, AT&T y Ford Motor. En total, Shainin asesoró unas 800 compañías, de las cuales 43 estaban en Fortune 100.

## Biografía

### Juventud
Dorian Shainin nació en San Francisco, el 26 de septiembre de 1914. Creció en San Francisco, Shanghái y Nueva York. Asistió a Erasmus Hall High School en Brooklyn, Nueva York.

### Inicio de su carrera
Después de graduarse como ingeniero aeronáutico en el Instituto Tecnológico de Massachusetts (MIT) en 1936, Shainin trabajó como diseñador en la división de Hamilton Standard de United Aircraft Corporation (ahora United Technologies Corporation). En 1939 la industria de Estados Unidos se había enfocado en los esfuerzos para la guerra, y Shainin se convirtió en coordinador de licencias responsable de ayudar a nuevos representantes con licencia de Hamilton Standard a resolver problemas. Para el final de la guerra, Shainin estaba a cargo de la calidad y confiabilidad de Hamilton Standard, y había ganado reconocimiento a nivel nacional por haber inventado el Lot Plot de Hamilton Standard.

## Lot Plot
Lot Plot es el nombre de un método estadístico para muestreos de aceptación desarrollado por Dorian Shainin en los años 40. Esta técnica estadística usa análisis gráfico de datos de muestras variables para determinar si un lote consistente de partes potencialmente malas puede ser aceptado o enviado a una inspección al 100%. El desarrollo de gráficos de control de Walter A. Shewhart demostró la aplicación de técnicas estadísticas para manufactura y mostró la efectividad de la presentación y análisis de datos de forma gráfica. Shainin incorporó estos conceptos en su desarrollo del Lot Plot. En 1946, pudo demostrarle al Buró de la Marina para Aeronáutica que el Lot Plot era más efectivo que una inspección al 100%. Después de esto, la Marina accedió a utilizar el Lot Plot como un estándar. Muy pronto el Lot Plot fue adoptado como un estándar en varias industrias. Siguiendo la sugerencia de su amigo y mentor Joseph M. Juran, Shainin inició sus prácticas de consultoría. En 1952, Shainin ingresó a Rath & Strong, Inc. una firma de consultoría gerencial basada en Lexington, Massachusetts, como vicepresidente sénior.

## Red X y Pareto
El desarrollo del concepto de la “Red X” de Shainin fue originado por su asociación con Joseph Juran. En los 40 Juran acuñó y popularizó la noción de “los pocos vitales y los muchos triviales”, también conocido como “el Principio de Pareto”, reconociendo el impacto desigual de los problemas en el desempeño de negocios, siendo el mismo fenómeno que Wilfredo Pareto había observado con respecto a la distribución de la riqueza.
Como decía Jurán, “He observado (como muchos otros antes que yo) que los defectos de calidad tienen frecuencias desiguales, por ejemplo, cuando se hace una lista de defectos y se ordena en el orden por frecuencias,  un número relativamente pequeño de los defectos va a contar más para el total de defectos.” En los 50s, Shainin encontró que el principio de Pareto podía ser aplicado efectivamente para la solución de problemas de variación. Shainin concluyó que, entre los miles de variables que podrían causar un cambio en el valor de una salida, una sola relación causa-efecto debía ser más fuerte que las otras. Shainin llamó a esta causa primaria la “Big Red X” (Gran X Roja) y demostró que la causa puede existir como una interacción entre variables independientes. El efecto de la Red X es entonces aumentado por la ley de la raíz cuadrada de la suma de cuadrados, y de esa manera, aislando la causa raíz. 
Shainin aseveró que su aplicación de métodos estadísticos era más eficiente en costo y más simple que los métodos de Taguchi. Para determinar la “Red X”, Shainin intercambiaba pares de partes entre equipo funcional y en mal estado hasta que la parte responsable de la falla era descubierta. Shainin decía que el podía muy seguido encontrar la primera parte defectuosa dentro de una docena de intercambios entre pares. La filosofía de Shainin de “hablar con las partes” fue el primer distintivo que diferenció sus métodos de los de Taguchi. En el Diseño de Experimentos (DOE) de Taguchi, los ingenieros hacen lluvias de ideas para formar hipótesis acerca de las posibles causas de los problemas. 
Los métodos de Shainin eliminan el paso teórico, requiriendo primero el diagnóstico de las causas por medio de una o más técnicas de generación de pistas diseñadas para determinar, a través de pruebas empíricas de las partes reales en cuestión, la causa raíz, o “Red X”. En los años 40, Leonard Seder, un amigo y compañero del MIT, desarrolló la gráfica Multi-vari, un método gráfico para el análisis de varianza. Shainin adoptó este método, descubriendo que con una gráfica de Multi-vari, podía converger rápidamente en la causa raíz de un problema. Las gráficas de Multi-vari también tuvieron un rol muy importante en el desarrollo de Shainin del concepto de la Red X.

## Influencias
Entre los estadísticos y matemáticos que influenciaron el pensamiento de Shainin estaban Ronald Fisher, John Tukey y Waloddi Weibull. 
Las técnicas convergentes de Shainin tienen la capacidad de reducir el número de posibilidades de la Red X a pocas opciones. Los experimentos diseñados estadísticamente de Ronald Fisher aislarían la Red X, revelando interacciones potenciales y confirmando la identidad de la Red X con confiabilidad estadística. John Tukey, proponente de técnicas estadísticas simples, fue otra influencia para Shainin. Como resultado del trabajo de Tukey, Shainin desarrolló una prueba de confirmación simple conocida como “Six Pack Test.” Las pruebas de Six Pack fueron conocidas por ser mucho más simples que una t-test, siendo no paramétricas y con un conjunto de reglas básicas. Shainin desarrolló más allá el trabajo de análisis de varianza, o ANOVA, permitiendo el análisis no paramétrico de los experimentos de full factorial de Fisher.[19] Al igual que las gráficas de Multi-vari de Seder, las ahora famosas distribuciones de probabilidad continua de Waloddi Weibull fascinaban a Shainin. La distribución de Weibull, junto con las experiencias de Shainin en Hamilton Standard, plantaron la semilla de lo que en algún momento sería el sistema de Shainin para confiabilidad del producto. Este sistema fue usado en el desarrollo del módulo lunar de Grumman Aircraft Engineering Corporation, utilizado durante el proyecto Apolo, así como de la producción inicial del sistema de frenos anti-lock (ABS) de General Motors. 

## NASA/Apolo 13
Durante los años 60, Shainin trabajó para Grumman Aerospace como consultor de confiabilidad para el módulo lunar Apolo de la NASA. Para poder asegurar un margen estadístico de seguridad, Shainin desarrolló un enfoque completamente nuevo para la evaluación de la confiabilidad, que fue aplicado en las pruebas empíricas de componentes y sistemas del prototipo del módulo lunar de Grumman. El enfoque de Shainin para las pruebas de confiabilidad fue crucial para Grumman en el desarrollo del módulo lunar. La efectividad de su enfoque se demostró con cero fallas en once misiones, seis de las cuales llegaron al alunizaje. Cuando el módulo de mando se hizo inhabitable durante la misión fallida de Apolo 13, el módulo lunar se convirtió en el salvavidas que trajo a los astronautas del Apolo 13 a la órbita lunar y de regreso a la Tierra. Durante los años en que Shainin fue consultor de confiabilidad para Pratt & Whitney Aircraft, trabajó en las celdas de combustible de hidrógeno-oxígeno que alimentaban el ambiente para soporte de la vida en la nave Apolo, además del motor de líquido criogénico RL-10 para cohetes. El RL-10 pronto se hizo el motor espacial norteamericano más confiable, llegando a tener 128 igniciones en el espacio sin ninguna falla.

## Otras contribuciones
Por 38 años, Shainin participó como consultor estadístico en el personal médico del Hospital Infantil de Newington en Connecticut. Allí, Shainin fue capaz de adaptar sus técnicas a los problemas respecto a la etiología de las enfermedades, específicamente en niños discapacitados.
De 1950 a 1983 Shainin estuvo en la facultad de la Universidad de Connecticut, donde creó y dirigió el programa de educación continua para gente de la industria.
En 1987 Shainin refinó su enfoque de prevención de problemas a través de su intervención en la introducción del motor Series 60 de Detroit Diésel. Las técnicas de “Overstress Probe Testing” de Shainin expusieron las debilidades del diseño temprano en el proceso de desarrollo del motor, que permitió que las mejoras se hicieran antes del diseño final. Bob Galvin fue asistido por Shainin en su esfuerzo para mejorar la calidad de Motorola a principios de los 80. Como resultado del trabajo de Galvin, Motorola recibió el primer Premio Nacional de la Calidad Malcolm Baldrige en 1989. Habiendo servido por muchos años en la junta editorial y de asistencia técnica de Calidad, la revista Hitchcock publicada por la Am. Broadcasting Co. Shainin también participó en el consejo editorial de Quality Engineering, la revista para la Sociedad Americana de Calidad (ASQ).
Shainin es el autor o coautor de ocho libros, incluyendo “Managing Manpower in the Industrial Environment”(Wm. C. Brown Co.), “Tool Engineers Handbook” (McGraw-Hill), “Industrial Engineering Handbook” (McGraw-Hill), “Quality Control Handbook” (McGraw-Hill), “New Decision-Making Tools for Managers” (Harvard University Press), “Manufacturing, Planning, and Estimating Handbook” (McGraw-Hill), y “Statistics In Action.”

## Premios y honores
En 1952, miembro de la Sociedad Americana para la Calidad, recibió el premio Brumbaugh de ASQ- honrando la mejor contribución a la industria en aquel año- como respuesta a su escrito, “The Lot Plot Plan.”
También recibió la Medalla Edwards de ASQ por “La mejor contribución para la administración del control de calidad” para el año 1970. En 1982 recibió el Premio Eugene L. Grant de ASQ por sus programas educacionales. Shainin también recibió la Medalla Shewart de ASQ, siendo la primera persona en ganar estas cuatro prestigiosas medallas de ASQ. El Institute of Management Consultants designó a Shainin como un Consultor de Management Certificado, y la American Arbitration Association lo eligió para el Panel de Árbitros. Shainin fue adicionalmente elegido “Académico” por la Academia Internacional de Calidad, y en 1996 la ASQ nombró a Shainin su 15.º miembro honorario. Shainin fue finalmente honrado por la ASQ con la creación de la Medalla Dorian Shainin en el 2004.

## Frases
“Mi técnica particular es decirle a la gente “Deja de adivinar. Mejor, encuentra pistas-fuentes de conocimiento que no tendrías de otra manera.” –Dorian Shainin
“Habla con las partes; son más listas que los ingenieros.” –Dorian Shainin

## Desarrollo de las Técnicas de Shainin[32]
- 1946	Lot Plot (Shainin)
- 1948	Reliability Service Monitoring (Shainin)
- 1952	Precontrol (Shainin/Purcell/Carter/Satterthwaite)
- 1956	Component Search (Shainin)
- Ca. 1958	Operation Search (Shainin)
- Ca. 1960	Tolerance Parallelogram (Shainin)
- 1964	Overstress Testing (Shainin)
- 1968	B vs C (Shainin)
- 1971	Paired Comparisons (Shainin)
- 1972	Isoplot (Shainin/Pollard)
- 1973	Variable Search (Shainin)
- 1976	Randomized Sequencing (Shainin)
- Ca. 1976	Resistant Limit Transform (Shainin)
- 1977	Rank Order ANOVA (Shainin)
- 1988	Shainin System for Quality Improvement (Shainin)
- 1999    ITSLP

### Impresa
- Acheson, J. Duncan, Quality Control and Industrial Statistics, 5th ed., Homewood, Ill., Richard D. Irwin, Inc., 1986.
- American men & women of science: physical and biological sciences, Bowker, 1986,p. 643, ISBN 0835222284 American Society of Tool Manufacturing Engineers/Shainin, Dorian (contributor), Tool Engineers Handbook, McGraw-Hill, 1949.
- American Statistical Association (ASA), Journal of the American Statistical Association, American Statistical Association, 1954, p. 341 Bhote, Keki, The Power of Ultimate Six SIGMA, Amacom, New York, 2003, p. 15, ISBN 0814407595 Bhote, Keki, The Ultimate Six Sigma: Beyond Quality Excellence to Total Business, Amacom, New York, 2001, p. 176, ISBN 0814406777 Bhote, Keki, World Class Quality: Using Design of Experiments to Make It Happen, 2ª ed. 2000, Amacom, New York, p. 79-82, 94-99 ISBN  0814404278
- Bursk, John F., Chapman, Edward C. New Decision-Making Tools for Managers; Mathematical Programming as an Aid in the Solving of Business Problems, Harvard University Press, 1968.
- Carter, A.D.S., Mechanical Reliability, Wiley, 1986, p. 156-157, ISBN 0470206942 Cowden, Dudley Johnstone, Statistical Methods in Quality Control, Prentice-Hall, 1957, p. 621-624 Debing, Lawrence M. Quality Control for Plastics Engineers, Reinhold Publishing Co. 1957.
- Grant, Eugene Lodewick, Leavenworth, Richard S., Statistical Quality Control, McGraw-Hill Book Co. New York, 1988, p. 444, 574-575, ISBN 0070241171 Ingle, Sud, In Search of Perfection: How to Create/maintain/improve Quality, Prentice-Hall, 1985, p. 47, ISBN 0134675568 Institute of Electrical and Electronics Engineers, IEEE transactions on industry and general applications, IEEE, 1965, p. 87 IPC Business Press, Quality Today: Measurement & Inspection Technology, IPC Industrial Press, 1994, p. 25 Juran, J.M., Editor, Quality Control Handbook, First Edition, McGraw-Hill Book Co. New York, 1951, p. 37-41.
- Rath & Strong, Rath & Strong's Six Sigma Leadership Handbook, Wiley, 1st edition, 2003, p. 2. ISBN 0471251240 Rath & Strong, Rath & Strong's Six Sigma Pocket Guide: New Revised Edition, Rath & Strong, Inc. Aon Consulting, 2006, p. 10, ISBN 0974632872
- Shainin, Dorian, Reliability: Managing a reliability program. "Apollo lunar module engine exhaust products." Science 166, 1969, p. 733-38.
- Shainin, Dorian (contributing editor), Manufacturing, Planning, and Estimating Handbook, McGraw-Hill Book Co. New York, 1963, ISBN 0070015368 Shainin, Dorian, Shainin, Pete, "Better Than Taguchi Orthogonal Tables," Quality and Reliability Engineering International, 1988, p. 4.
- Shainin, Dorian, Shainin, Pete, "Pre-control Versus X & R Charting: Continuous or Immediate Quality Improvement?," Quality Engineering, 1989, p. 419-429.
- Shainin, Dorian, Shainin, Pete, "Statistical Process Control," in Quality Control Handbook, ed. J.M. Juran and F.M. Gryna, McGraw-Hill,1988, section 24.
- Sleeper, Andrew D., Design for Six Sigma Statistics, McGraw-Hill Book Co. New York, 2005, p. 79, ISBN 0071451625 Stamatis, D. H., TQM Engineering Handbook, CRC Press, 1997, p. 240-241 ISBN 082470083X Stephens, Kenneth S., Juran, Quality, and a Century of Improvement, American Society for Quality, 2004, p. 188, ISBN 0873896351 Toedt, Theodore A. and Shainin, Dorian (contributing editor), Managing Manpower in the Industrial Environment, W.C. Brown Co. 1962.

### Web
ASQ, 18 de dic 2007, “Dorian Shainin: A professional approach to problem solving”
Automotive Design & Production, January 1, 2006, “Detective Work”
Elsmar Cove Quality Assurance and Business Standards, "Dorian Shainin"
Juran, J.M., "The Non-Pareto Principle; Mea Culpa"
Moran, Tim, Automotive News, August 4, 2003, “MANUFACTURING: The man who talked to the parts “Rath & Strong Management Consultants, from In This Issue, 1957 Harvard Business Review, “Dorian Shainin”
Regulatory Compliance Services, "Dorian Shainin"
Vinas, Tonya, Industry Week, 1 de nov 2003 “Best Practices -- The Hunt For Red X”

### Publicaciones periódicas
ASQ, Spring, 2000, "Shainin Stamp of Quality", p. 9.
Main, Jeremy, Langan, Patricia A., August 18, 1986, "Under the Spell of the Quality Gurus" Fortune Magazine, p. 22-23.
Logothetis, N., 1990, "A Perspective on Shainin’s Approach to Experimental Design for Quality Improvement", Quality and Reliability Engineering International, p. 6, 195-202.
Priddle, Alisa, 2003, "Dean of Lean Chrysler’s LaSorda starts to leave his mark", WARD’S AutoWorld , mayo de 2003, p. 32-34.
Quality, septiembre de 1982, "A talk with Dorian", p. 15-18.
Schultz, William, 1992, "Statistical Engineering", Quality, agosto de 1992, p. 18.

### Otras fuentes
Shainin, Dorian, Shainin, Pete, "analysis of Experiments," 45th Annual Quality Congress Proceedings, ASQC, 1990, p. 1071-1077.